# Альпен (Німеччина)
Альпен (нім. Alpen) — громада в Німеччині, знаходиться в землі Північний Рейн-Вестфалія. Підпорядковується адміністративному округу Дюссельдорф. Входить до складу району Везель.
Площа — 59,54 км2. Населення становить 12 502 ос. (станом на 31 грудня 2020).

## Географії

### Адміністративний поділ
Громада  складається з 4 районів:
- Альпен
- Менцелен
- Фен
- Беннінгардт